# Simon Vestdijk
Simon Vestdijk (Harlingen, 17. listopada 1898. – Utrecht, 23. ožujka 1971.) bio je nizozemski romanopisac, pjesnik, esejist, prevoditelj, glazbeni kritičar i liječnik.
Rođen u gradiću Harlingen, Vestdijk je studirao medicinu u Amsterdamu (gdje je upoznao i Jana Slauerhoffa ali se okrenuo književnosti nakon nekoliko godina provedenih kao liječnik. Postao je jednim od najvažnijih nizozemskih pisaca 20. stoljeća. Autor je oko 200 knjiga. Zbog te ogromne produkcije pjesnik Adriaan Roland Holst ga je nazvao ga je "čovjekom koji brže piše nego što Bog može čitati" ("de man die sneller schrijft dan God kan lezen"). Vestdijk je dugo vremena bio smatran kao glavni nizozemski kandidat za dobivanje Nobelove nagrade za književnost. Dobitnik je svih važnijih nizozemskih nagrada za književnost, među ostalim - De P.C. Hooftprijs (1950.); De Constantijn Huygensprijs (1955.); De Prijs der Nederlandse Letteren (1971.).